# Théâtre Musirepov pour la jeunesse
Le Théâtre Musirepov pour la jeunesse (russe : Государственный республиканский уйгурский театр музыкальной комедии имени Куддуса Кужамьярова) est une salle de spectacle située à Almaty au Kazakhstan.

## Histoire
Sur le site du théâtre à l'époque de la ville de Verny se trouvait la cathédrale d'intercession, qui a été démolie en 1934.
Le bâtiment actuel du théâtr, l'oeuvre des architectes Alexandre Leppik, Nikolai Ripinsky et Vladimir Katsev, est construit de 1957 à 1962, pour accueilli le théâtre dramatique kazakhe. Il est situé sur la place principale de l'Alma-Ata, appelée à l'époque soviétique place du Komintern, en face du square Imanov. Une salle d'une capacité de 475 places a été aménagée dans le bâtiment.
En 1968, la reconstruction a été réalisée selon le projet de Vladimir Tyutine.
En 1980, après la construction du bâtiment de la rue Abay, le théâtre dramatique y déménage et le théâtre pour la jeunesse occupe ce bâtiment.
En 1985, le Théâtre pour la jeunesse est divisé en théâtre russe et kazakh et la troupe kazakhe reste dans le bâtiment.
Le 7 novembre 1945, le théâtre est inauguré par le spectacle Le Petit Chaperon rouge. Puis, le 4 juillet 1946, a lieu l'adaptation de la pièce La petite clé d'or d'Alexis Tolstoï en langue kazakhe. La performance est dirigée par Natalia Sats.
En 1992, le théâtre est renommé en l'honneur de l'écrivain Kazakh Gabit Majmutuli Musirepov.
Le théâtre est situé au 38, rue Abylay Khan.